# پیر دو بوردی
پیر دو بوردی (به فرانسوی: Pierre de Bourdeille, seigneur (and abbé) de Brantôme) نویسنده قرن شانزدهم میلادی اهل فرانسه است.